# Tenpyō-kanpō
Tenpyō-kanpō (天平感宝) foi uma era do Japão (年号,, nengō,, lit. "nome do ano") após Tenpyō e antes de Tenpyō-shōhō. Este período compreende os meses de abril a julho de 749 d.C. O imperador da época foi o Shōmu-tennō (聖武天皇).

## Mudança de era
- 749 Tenpyō-kanpō gannen (天平感宝元年): O nome da nova era Tenpyō-kanpō não é encontrado em algumas cronologias porque sua duração era bastante limitada - um período de quatro meses durante o último ano do reinado de Shōmu. A era anterior terminou e a nova começou em Tenpyō 21, no 14º dia do 4º mês de 749.[3] Em um momento logo depois, o imperador se determinou a abdicar do trono. Shōmu tornou-se o primeiro imperador a renunciar seu trono para se transformar em um monge budista. Sua esposa, a Imperatriz Kōmyō, seguiu o exemplo de seu marido ao entrar para a ordem religiosa.[4] O reinado de Shōmu e sua era terminaram simultaneamente. Também na mesma época, o ex-Imperador Shōmu começou uma nova em sua vida e a filha de Shōmu começou seu reinado.

## Eventos da eraTenpyō-kanpō
- 749 (Tenpyō-kanpō 1, 2º ano do 7º ano): No 25º ano do reinado do Shōmu-tennō (聖武天皇25年), o imperador abdicou, sendo que a sucessão (senso) foi recebida por sua filha. Logo depois, a Imperatriz Kōken  teria ascendido ao trono (sokui).[5]
- 749 (Tenpyō-kanpō 1, 2º dia do 7º mês): Para marcar o entronamento da Imperatriz Kōken, a era Tenpyō-kanpō é substituída pela nova era Tenpyō-Shōhō.[3]